# Mirni (Novopokrovski)
Mirni - Мирный (rus) és un possiólok del krai de Krasnodar, a Rússia. És a 15 km al sud de Novopokróvskaia i a 160 km al nord-est de Krasnodar. Pertany al possiólok de Novopokrovski.